# Bridget St John

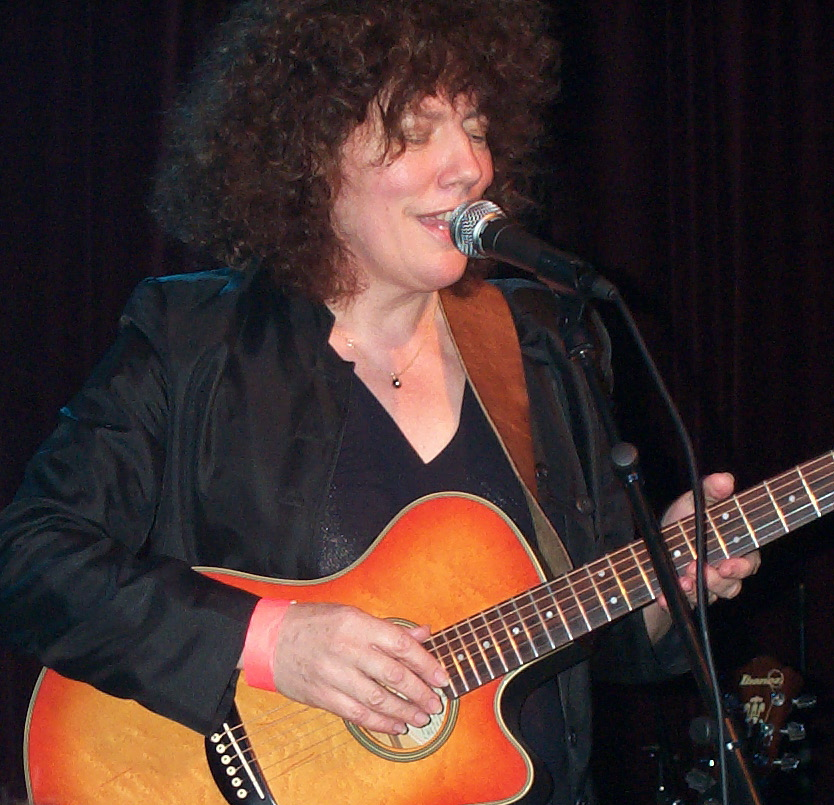
Bridget St John (2003)

Bridget St John (geb. 4. Oktober 1946 in South London als Bridget Hobbs) ist eine britische Singer-Songwriterin. Ende der 1960er bis Mitte der 1970er Jahre gehörte sie zu den bekanntesten Vertretern der britischen Folk-Szene und war Protegé des Radiomoderators John Peel. Ab 1983 nahm sie als Solokünstlerin eine Auszeit und tritt seit den 1990er Jahren gelegentlich in den USA, Großbritannien und Japan auf.

## Biografie
St John wurde als Bridget Hobbs in South London geboren. Sowohl ihre Mutter als auch ihre Schwestern spielten Klavier, sodass auch die junge St John Klavierunterricht nahm. Da sie sich jedoch mit ihrer Klavierlehrerin nicht verstand, wechselte sie im Alter von 11 Jahren zur Bratsche. Kurz vor Abschluss der High School kaufte sie sich schließlich eine Gitarre und brachte sich das Spielen des Instruments während ihres Studiums an der University of Sheffield selber bei. Nach einigen Jahren als Folk-Musikerin verließ sie Mitte der 1970er Jahre Großbritannien, um in den USA bei ihrem Freund zu leben. Doch dieser hatte zwischenzeitlich eine neue Freundin, sodass St John zunächst nach Kanada zog. Sie kam 1976 in die USA zurück und wurde in Greenwich Village sesshaft. 1982 wurde ihre Tochter Chrissy geboren. Mit John Peel blieb sie auch nach ihrem Umzug in die USA freundschaftlich verbunden.

## Musikalisches Wirken
In ihrem zweiten Jahr an der Universität traf sie John Martyn, von dem sie nach eigenen Angaben vieles lernte. Ihre ersten musikalischen Gehversuche machte sie unter anderem in einem Club für Folkmusik, der von David Bowie betrieben wurde. Über einen Bekannten lernte St John den Radiomoderator John Peel kennen, der sie 1968 zu einer ersten Peel Session einlud und sie wenig später bei seinem eigenen Plattenlabel Dandelion Records unter Vertrag nahm. Bridget St John veröffentlichte bei Dandelion bis zu dessen Schließung 1972 insgesamt drei Studioalben; ihr viertes Album erschien 1974 bei Chrysalis Records. Das britische Musikmagazin Melody Maker führte sie im selben Jahr auf Platz 5 der besten Sängerinnen.
An Chrysalis war Bridget St John nach Erscheinen des Albums weitere fünf Jahre vertraglich gebunden. Sie empfand es als frustrierend, dass Chrysalis die Option für ein zweites Studioalbum nicht zog und sich trotzdem die Veröffentlichungsrechte an allem vorbehielt, was St John in dieser Zeit schreiben und aufnehmen würde. Erst nach ihrem Umzug in die USA konnte sie sich mit dem Chef der amerikanischen Chrysalis-Repräsentanz einigen und durfte wieder eigene Demos aufnehmen. Im Juni 1977 bestritt St John ihr erstes Konzert in New York City.  
Im Jahr 1983, ein Jahr nach der Geburt ihrer Tochter, trat sie für annähernd zehn Jahre das letzte Mal live auf, erst 1993 absolvierte sie einen kurzen Set auf einem Konzert anlässlich des 30-jährigen Bestehens der Strawbs.
Im folgenden Jahr wurden ihre ersten beiden Studioalben als Doppelalbum vom britischen Label See For Miles Records wiederveröffentlicht, 1995 folgte das fünfte und bislang letzte Studioalbum Take the 5ifth bei RGF Records. Auf dem Album waren bislang unveröffentlichte Aufnahmen aus den Jahren 1976 bis 1982 enthalten. Seit Mitte der 1990er Jahre absolvierte sie einige wenige Live-Auftritte, u. a. 1999 auf einem Konzert zu Ehren von Nick Drake. Zu einem Konzert in Japan im Jahr 2001 erschien ein Livealbum, ebenso von einem Auftritt 2010 gemeinsam mit dem japanischen Folk-Musiker Taku Hayashi. 2015 spielte sie eine gemeinsame Tournee mit dem britischen Gitarristen Michael Chapman.
Neben ihrer Solokarriere war sie als Begleitsängerin an Alben von Mike Oldfield (Ommadawn), Kevin Ayers und Michael Chapman beteiligt.

## Musikalische Einordnung
Bridget St John interpretierte überwiegend selbst geschriebene Stücke, weshalb sie als Singer-Songwriterin bezeichnet wurde, obwohl ihre späteren Alben dem Folk zuzurechnen sind. Zwar coverte sie Stücke von anderen Künstlern wie Donovan, Buddy Holly und John Martyn, allerdings hat sie nie wie in der Folk-Szene üblich Traditionals aufgenommen. Ihr Gesang wurde wegen ihrer tiefen Klangfarbe als untypisch für das Genre bezeichnet.

## Diskografie
Studioalben
- 1969: Ask Me No Questions (Dandelion Records)
- 1971: Songs For the Gentle Man (Dandelion Records)
- 1972: Thank You For… (Dandelion Records)
- 1974: Jumblequeen (Chrysalis Records)
- 1995: Take the 5ifth (RGF Records)

Livealben
- 2009: Under Tokyo Skies (P-Vine Records)
- 2011: Jolie Madame Live in Japan 2010 (mit Taku Hayashi, Alga Records)

Singles
- 1969: To B Without a Hitch / Autumn Lullaby (Dandelion Records)
- 1970: If You’ve Got Money (Warner Bros. Records)
- 1972: Nice (Dandelion Records)
- 1972: Fly High (Dandelion Records)
- 1996: The First Cut (Shagrat Records)

Kompilationen
- 2010: BBC Radio 1968-1976 (Hux Records)
- 2010: A Pocketful of Starlight - The Best of (Cherry Red Records)
- 2015: Dandelion Albums & BBC Collection (4-CD-Boxset, Cherry Red Records)